# غاريقون حرشفي أصفر
غاريقون حرشفي أصفر (الاسم العلمي: Agaricus xantholepis) هو نوع الفطريات يتبع جنس الغاريقون من الفصيلة الغاريقونية.